# Paleokontynent

Ziemia w triasie - około 200 milionów lat temu

Paleokontynent – każdy z kontynentów i superkontynentów, który istniał od początku powstania Ziemi, oprócz siedmiu kontynentów współczesnych. Powstawanie bądź rozpad  kontynentów i superkontynentów w historii Ziemi wynikało z ruchów, jakim podlegają płyty litosfery, zgodnie z teorią tektoniki płyt.
Teoria tektoniki płyt opisuje, jak masy kontynentalne skupiają się w jeden superkontynent, by później znowu się rozpaść tworząc kontynenty. Zapis geologiczny wskazuje, że takie cykle trwają około 250 milionów lat. Naukowcy są zgodni co do istnienia superkontynentów Gondwany i Rodinii oraz podejrzewają, że istniało ich jeszcze kilka, m.in. Pannocja, Kenorland czy Walbara. Problemem jest odległość czasowa – układ kontynentów w archaiku i proterozoiku jest bardzo trudny do odtworzenia.
Geolodzy prowadzą debatę, w jaki sposób formują się ponownie superkontynenty: czy dryf kontynentalny sprawia, że łączą się ponownie po przewędrowaniu dookoła planety, czy też oddalają się od siebie, by później znów się zbliżać. Naukowcy twierdzą, że prawdopodobnie w historii Ziemi zdarzały się oba te zjawiska i zdarzać się będą w przyszłości.